# Code OEPP
Le code OEPP, anciennement connu sous le nom de « code Bayer », est un code identificateur utilisé par l'organisation européenne et méditerranéenne pour la protection des plantes (OEPP), dans un système conçu pour identifier de manière unique les organismes importants pour l'agriculture et la protection des cultures - à savoir les plantes, les ravageurs et les agents pathogènes. Les codes OEPP sont une composante essentielle d'une base de données des noms scientifiques et vernaculaires. Bien qu'à l'origine, elle ait été créée par la société Bayer AG, la liste officielle des codes est désormais maintenue par l'OEPP.

## Base de données des codes OEPP
Au total, 61 500 espèces sont recensées dans la base de données de l'OEPP, dont :
- 30500 espèces de plantes (plantes cultivées, plantes sauvages et mauvaises herbes),
- 23000 espèces animales (insectes, acariens, nématodes, rongeurs), organismes auxiliaires,
- 8000 espèces de microorganismes (bactéries, champignons, virus, viroïdes et pseudo-virus).

Les plantes sont identifiées par un code à cinq lettres, les autres organismes par un code à six lettres. Dans de nombreux cas, les codes sont une abréviation mnémotechnique dérivée du nom scientifique de l'organisme, formée par les trois ou quatre premières lettres du nom générique et des deux premières lettres de l'épithète spécifique. Par exemple, le maïs (Zea mays) a reçu le code « ZEAMA » et l'agent du mildiou de la pomme de terre (Phytophthora infestans), « PHYTIN ».
En attribuant un code unique et constant code à chaque organisme, le système fournit une méthode abrégée de désignation des espèces et évite de nombreux problèmes dus aux nombreuses révisions des noms scientifiques et de la taxinomie qui font que souvent différents synonymes sont usités pour désigner la même espèce.

## Structure du code OEPP
| Rang taxinomique   | Taxon exemple  | Code OEPP |
| ------------------ | -------------- | --------- |
| Royaume            | Animalia       | 1ANIMK    |
| Embranchement      | Arthropoda     | 1ARTHP    |
| Sous-embranchement | Hexapoda       | 1HEXAQ    |
| Classe             | Insecta        | 1INSEC    |
| Ordre              | Hemiptera      | 1HEMIO    |
| Sous-ordre         | Sternorrhyncha | 1STERR    |
| Famille            | Aleyrodidae    | 1ALEYF    |
| Genre              | Bemisia        | 1BEMIG    |
| Espèce             | Bemisia tabaci | BEMITA    |

## Utilisateurs
Outre l'OEPP, les codes OEPP sont utilisés par d'autres groupes d'utilisateurs :
- les entreprises productrices de produits phytosanitaires (Bayer, Syngenta, DuPont , etc.),
- les organisations régionales de protection des végétaux,
- les centres de recherche scientifique (CIRAD, etc.),
- les organisations internationales (FAO, CABI).